# Villar de Samaniego
Villar de Samaniego è un comune spagnolo situato nella comunità autonoma di Castiglia e León, precisamente è integrato nella regione di Vitigudino e nella sottoregione di La Ramajería. Appartiene al circondario giudiziario di Vitigudino. Rientra nella provincia di Salamanca.
Il comune si trova nella riva destra del regato de la Cera, al nordest della provincia di Salamanca. È caratterizzato da terreni leggeri e leggermente ondulati su substrato di granito e gneiss praticamente impermeabile. Ha diverse colline con un'altitudine di circa 800 m. I suoi terreni sono aridi e vengono utilizzati per la coltivazione di cereali, pascoli e boschi di querce e lecci.
Conta con una superficie di 29,98 kilometri quadrati e con una popolazione di 78 abitanti stando all'ultimo censimento del 2024 portato avanti dall'Instituto Nacional de Estatìsticas.
Conserva diversi esempi di abitazioni tradizionali e un'interessante chiesa parrocchiale dedicata a Santo Toribio.
Della gastronomia di Villar de Samaniego meritano essere segnalati i suoi formaggi, realizzati in modo tradizionale e che godono di grande fama nella zona.
Circa fino al 1910 si chiamava Villar de Ciervos, ma il nome fu cambiato a causa della confusione che creava con Villar de Ciervo.